# Petronije Stojanović Zorkin
Petronije Stojanović Zorkin (Bancarevo kod Niša, 12. jul 1929) srpski je književnik, pripadnik Jugoslovenske vojske.
Kao pripadnik „Podzemnog fronta kraljevih vojnika u Jugoslaviji - protiv komunizma“, osuđen je 1949. godine na robiju, na kojoj je proveo više od šest godina.

## Književni rad
Objavio je 37 knjiga, aforizama, pesama i romana, uglavnom kao samizdate.
Izuzetak su romani Kad UDBA bije (1992) i Crveni kameleoni (1997) koji su izašli u izdanju kragujevačkih „Pogleda“.
U trilogiji „Osveta“ opisao je posleratnu komunističku represiju i pljačku četničkih porodica, uz slanje u rudnike i na prinudno sečenje drva, gde su često i umirali.
U Robovanju na slobodi opisao kako je sve proganjan i posle zatvora. U Prevari je opisao vođe novih političkih stranaka „formiranih pod kapom Miloševića“.
Zbog knjige Neću ćutati tužila ga je gradonačelnica Užičke Požege, Milka Marinković, poslanik DS u parlamentu Srbije. Proces je u toku pred Opštinskim sudom u Nišu.
Zorkin trenutno radi na biografiji Patrijarha Irineja.

### Bibliografija
- Dođi da maske poskidamo, poezija, 1983.
- Godovi srca, 1984.
- Nesalomive misli, humor, satira, parodija, 1992.
- Kad Udba bije: šest godina golgote, roman, 1995.
- Kristalne misli: aforizmi, aforizmi, poslovice, 1996.
- Crveni kameleoni, 1997.
- Misli za mišljenje, 1997.
- Dugovečne misli, 1998.
- Govor razuma, dr. knjiž.oblici, 1998.
- Razumne misli, aforizmi, poslovice, 1998.
- Misli za pamćenje, aforizmi, poslovice, 1998.
- Misli za mišljenje, dr. knjiž.oblici, 1998.
- Humane misli, 1998.
- Šala za šalu, humor, satira, parodija, 1998.
- Reči duše, aforizmi, poslovice, 1998.
- Misaone pahuljice, humor, satira, parodija, 1998.
- Budne misli, aforizmi, poslovice, 1998.
- Skromne misli, aforizmi, poslovice, 1998.
- Iskrene misli, aforizmi, poslovice, 1998.
- Robovanje na slobodi, roman, 1998.
- Prevara, roman, 1999.
- Bezdušni NATO, aforizmi, poslovice, 1999.
- Ratne priče, kratka proza, 2000.
- Neću da ćutim, roman, 2001.
- U zenitu mudrosti 2, knjiga, 2003.
- U zenitu mudrosti 3, knjiga, 2003.
- U zenitu mudrosti 4, knjiga, 2003.
- U zenitu mudrosti 5, knjiga, 2003.
- Neću da žmurim, roman, 2004.
- U zenitu mudrosti 6, aforizmi, poslovice, 2004.
- Trasa, poezija, 2004.
- Čovek koji to nije, roman, 2005.
- U zenitu mudrosti 7, aforizmi, poslovice, 2005.
- Na božjem putu, aforizmi, poslovice, 2005.
- U zenitu mudrosti 9, aforizmi, poslovice, 2005.
- U zenitu mudrosti 8, aforizmi, poslovice, 2005.
- U zenitu mudrosti 1, aforizmi, poslovice, 2005.
- Loš dan: zbirnik poetskih razmimoilaženja, poezija, 2006.
- Na Božjem putu: 500 mudrih izreka, aforizmi, poslovice, 2006.
- U zenitu mudrosti 10, aforizmi, poslovice, 2006.
- Kad UDB-a bije: šest godina golgote, roman, 2007.
- Na Božjem putu: 500 mudrih izreka, aforizmi, poslovice, 2007.
- U zenitu mudrosti: 100 mudrih izreka, aforizmi, poslovice, 2007.
- U zenitu mudrosti: 500 mudrih izreka, aforizmi, poslovice, 2007.
- U zenitu mudrosti: 1000 mudrih izreka, aforizmi, poslovice, 2007.
- U zenitu mudrosti: 3000 mudrih izreka, aforizmi, poslovice, 2007.
- , aforizmi, poslovice, 2007.
- , aforizmi, poslovice, 2007.
- На божЬем пути : 500 мудрых высказываний, poslovice, 2007.
- Droga i genocid, roman, 2009.
- Humano srce dečaka, roman, 2010.
- Tri hiljade plemenitih, poučnih i korisnih izreka 11, aforizmi, poslovice, 2012.